# En sourdine
En sourdine (Calmes dans le demi-jour) is een compositie van Alphons Diepenbrock. Hij schreef het origineel voor mezzosopraan en piano.
Diepenbrock schreef dit lied in drie dagen tijd (21-23 mei 1910) als verjaardagslied voor zijn toenmalige (pen-)vriendin (23 mei werd ze 28 jaar). Op diezelfde dag copieerde Jongkindt het werk (zij werkte als copieerder voor Diepenbrock). Hij volgde met dit werk in de voetsporen van Claude Debussy, die al eerder een toonzetting bij dit gedicht van Paul Verlaine had geschreven. Dat op zich is bijzonder, want in eerste instantie moest Diepenbrock niets hebben van de in zijn ogen melodieloze en monotone muziek van de Fransman. Hij vond naar aanleiding van Claudes Fêtes galantes diens muziek week en op het randje. 
Het lied werd in 1935 uitgegeven door G. Alsbach & Co. Hendrik Andriessen bewerkte het in de jaren vijftig tot lied voor zangstem en kamerorkest.
Uitvoering
Er zijn uitvoeringen bekend van:
- 1935: Hans Gruys (sopraan) met Felix de Nobel (piano) in de kleine zaal van het Concertgebouw in een programma met moderne liederen van onder andere Alban Berg, Hendrik Andriessen en Albert Roussel
- 1940: Bram Keereweer (zang) en Janny van Wering (piano) in het Amsterdamse Rijksmuseum
- 1949: Bas de Groot (zang) en Dien de Groot-Kramer (piano) in Rotterdam
- 1949: Leo Ketelaars (zang) en Johan Otten (piano) in Den Haag
- 1950: Aafje Heynis (zang) en Johan van de Boogerd (piano) in Utrecht
- 1986: Frans Fiselier (zang) en Han-Louis Meyer (piano) in de kleine zaal van het Concertgebouw
- 1989: Jard van Nes (zang) en Gérard van Blerk, eveneens in de kleine zaal

Jard van Nes en Ruud Vogel namen het lied op. In 2014 verscheen bij het Duits cpo-platenlabel een versie voor bariton en orkest.